# Lee Jong-wook

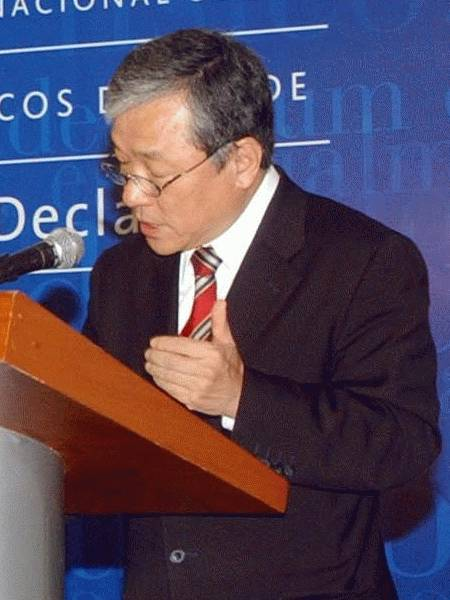
Lý Chung Úc

Lý Chung Úc, phiên tiếng Anh Lee Jong-wook (12 tháng 4 năm 1945 - 22 tháng 5 năm 2006) là Tổng Giám đốc thứ sáu của Tổ chức Y tế Thế giới (WHO). Ông sinh ra ở Seoul, Hàn Quốc và học ngành y ở trường Đại học Quốc gia Seoul và ngành sức khỏe cộng đồng ở trường Đại học Hawaii.
Ông gia nhập WHO trong thập kỷ 1980, và làm trong nhiều dự án bao gồm Chương trình toàn cầu về vắc xin và sự miễn dịch và ngăn chặn bệnh lao. Ngày 21 tháng 7 năm 2003, Lee Jong-wook trở thành Tổng Giám đốc WHO. Ông mất ngày 22 tháng 5 năm 2006 sau cuộc phẫu thuật não vì bệnh đông máu.